# 6 Syberyjska Dywizja Strzelców
6 Syberyjska Dywizja Strzelecka (ros. 6-я Сибирская стрелковая дивизия) – związek taktyczny Armii Imperium Rosyjskiego.
W 1914 wchodziła w skład 5 Syberyjskiego Korpusu Armijnego.

## Struktura organizacyjna
Organizacja w 1914
- Dowództwo dywizji – Chabarowsk
- 1 Brygada Strzelców – Ussuryjsk
  - 21 Syberyjski pułk strzelców
  - 22 Syberyjski pułk strzelców
- 2 Brygada Strzelców 
  - 23 Syberyjski pułk strzelców
  - 24 Syberyjski pułk strzelców
- 6 Syberyjska Brygada Artylerii